# Ядро Землі

Модель внутрішньої будови планети Земля

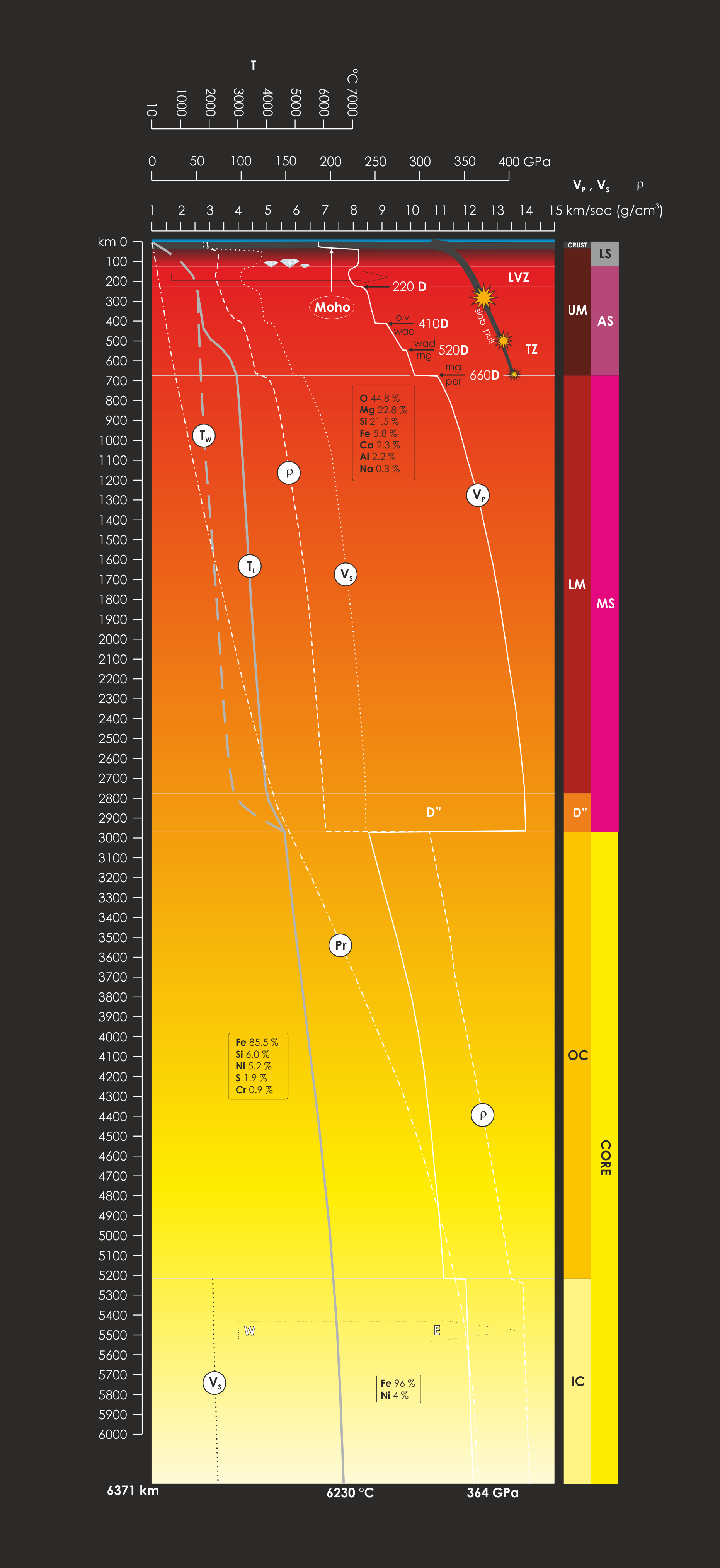
Геофізична модель внутрішньої будови планети Земля. Зовнішнє ядро - OC, внутрішнє - IC.

Ядро́ Землі́ — внутрішня геосфера Землі з середнім радіусом 3470 км, розташована на середній глибині близько 2900 км.

## Загальна характеристика
Поділяється на тверде внутрішнє ядро радіусом 
близько 1300 км і рідке зовнішнє ядро з товщиною близько 2200 км, між якими іноді виділяється 250 км перехідна зона рідини підвищеної густини. Ймовірно, складається з залізо-нікелевого сплаву з домішкою інших сидерофільних елементів. Розрахункова температура в центрі Земного ядра сягає 6230 ± 500 K (5957 °C ± 500 °C), густина — близько 12,5 т/м³, тиск — до 361 ГПа. Маса земного ядра — 1,932×1024 кг.
Глибина залягання (2900 км) визначена 1910 року американським геофізиком Б. Ґутенберґом.
Ядро складається з зовнішнього, напевно рідкого (до глиб. 4980 км), перехідного шару речовини, яка твердіє (до глиб. 5120 км) і твердого внутрішнього ядра (суб'ядра), радіусом близько 1300 км. 
Товщина зовнішнього рідкого шару ядра близько 2200 км. 
Вік внутрішнього твердого ядра оцінюється в 2-4 млрд років.
Про походження земного ядра єдиної думки немає. Вважають, що воно утворилося шляхом гравітаційної диференціації первинної Землі в період її росту або пізніше. За іншою версією залізне ядро виникло ще в протопланетній хмарі[джерело?]. 
Ядро характеризується різким падінням швидкості поздовжніх сейсмічних хвиль із 13,6 км/с у мантії до 8,0-8,1 км/с у ядрі. Поперечні хвилі на межі ядра та мантії (глибина 2900 км) зовсім гасяться (саме ця обставина й дозволяє припустити рідкий стан зовнішньої оболонки).
Даних про ядро дуже мало — вся інформація отримана непрямими геофізичними або геохімічними методами, зразки речовини ядра не доступні, і навряд чи їх буде отримано в найближчому майбутньому.
За класичними моделями внутрішнє ядро нашої планети симетричне, однорідне і практично стабільне, яке повільно зростає за рахунок застигання речовини зовнішнього ядра, яке є досить динамічною структурою[джерело?]. 
Класичні моделі стабільного внутрішнього ядра піддають сумніву. 
На основі досліджень вчених з Ліонського університету (фр. Université de Lyon) і університету Жозефа Фурье (фр. Université Joseph Fourier) припускають, що існує механізм постійного оновлення внутрішнього ядра — кристалізації на заході й плавлення на сході.

## Історія
Одним з перших припущення про існування всередині Землі області підвищеної густини висловив Генрі Кавендіш, який вирахував масу і середню густину Землі і встановив, що вона значно більша, ніж характерна для порід, що виходять на земну поверхню.
Існування ядра було доведено 1897 року німецьким сейсмологом Е. Віхертом через наявність ефекту так званої «сейсмічної тіні». 1910 року за різким стрибком швидкості поздовжніх сейсмічних хвиль американським геофізиком Бено Гутенбергом було визначено глибину залягання його поверхні — 2900 км.
Засновник геохімії В. М. Гольдшмідт (нім. Victor Moritz Goldschmidt) 1922 року припустив, що ядро утворилося шляхом гравітаційної диференціації первинної Землі в період її акреції або у пізніші періоди. 
Альтернативну гіпотезу, що залізне ядро утворилося ще в протопланетній хмарі (ди. Небулярна гіпотеза), розробляли німецький вчений А. Ейкен (1944), американський учений Е. Орован і радянський вчений О. П. Виноградов (60—70-ті роки).
1941 року У. Кун і Рітман, ґрунтуючись на гіпотезі ідентичності хімічного складу Сонця й Землі та на розрахунках фазового переходу у водні, припустили, що земне ядро складається з металевого водню. Ця гіпотеза не витримала експериментальної перевірки.
Експерименти з ударного стиснення довели, що густина металевого водню приблизно на порядок менша, ніж ядра. Однак ця гіпотеза пізніше була адаптована для пояснення будови планет-гігантів — Юпітера, Сатурна та ін. 
Сучасною наукою вважається, що їхнє магнітне поле виникає саме в металевому водневому ядрі[джерело?].
Крім того В. М. Лодочніков і Вільям Рамзай припустили, що нижня мантія та ядро мають однаковий хімічний склад — на межі «ядро—мантія» за тиску 1,36 МБар мантійні силікати переходять у рідку металеву фазу (металізоване силікатне ядро).

## Склад ядра
Склад ядра може бути оцінений з декількох джерел.
- Найближчими до речовини ядра вважають зразки залізних метеоритів, які є фрагментами ядер астероїдів і протопланет.

Однак залізні метеорити не еквівалентні речовині земного ядра, оскільки вони утворилися в набагато менших тілах, тобто, за інших фізико-хімічних умов.
- З даних гравіметрії відома густина ядра, що обмежує додатково компонентний склад.

Оскільки густина ядра приблизно на 10% менша, ніж густина сплавів залізо-нікель, то, відповідно, ядро Землі містить більше легких елементів, ніж залізні метеорити.
- Виходячи з геохімічних міркувань, розраховуючи первинний склад Землі і обчислюючи частку елементів, що складають інші геосфери, можна побудувати приблизну оцінку складу ядра.

Допомогу в таких обчисленнях надають високотемпературні і високобаричні експерименти з розподілу елементів між розплавленим залізом і силікатними фазами.
| За даними            | Si, % | Fe, % | Ni, % | S, % | O, % | Mn, % | Cr, % | Co, % | P, %  |
| -------------------- | ----- | ----- | ----- | ---- | ---- | ----- | ----- | ----- | ----- |
| Allegre et al., 1995 | 7,35  | 79,39 | 4,87  | 2,30 | 4,10 | 0,582 | 0,779 | 0,253 | 0,369 |
| Mc Donough, 2003     | 6,0   | 85,5  | 5,20  | 1,90 | 0    | 0,030 | 0,900 | 0,250 | 0,200 |

Цікаво, що Тацуя Сакамакі з університету Тохоку в Японії зі своїми колегами дійшов висновку, що ядро Землі може містити досить велику кількість легких елементів, таких як водень, кремній, або сірка, які потрапляли в нього ще в той час, коли наша планета була зовсім молодою. 
До такого висновку вчені прийшли унаслідок того, що нові дослідження показали меншу на 4-5% ніж вважалося раніше густину речовини ядра. 
Результати цього дослідження було опубліковано в журналі Science Advances.

## Утворення земного ядра

### Час формування
Утворення ядра — ключовий момент історії Землі. Для визначення віку цієї події було використано такі міркування:
- У речовині, з якої утворилася Земля, був ізотоп 182Hf, який має період напіврозпаду 9 млн років і перетворюється на ізотоп 182W. Гафній є літофільним елементом, тобто під час поділу первинної речовини Землі на силікатну  та металеву фази

Він переважно концентрувався в силікатній фазі, а вольфрам — в присутності металевої фази проявляє сидерофільні властивості, і концентрувався в металевій фазі.
```
У металевому ядрі Землі співвідношення Hf/W близьке до нуля, тоді як у 
силікатній оболонці
 це відношення близьке до 10
−14
[
11
]
.
```

- З аналізу нефракційованих хондритів і залізних метеоритів відоме первинне співвідношення ізотопів гафнію і вольфраму.

- Якщо ядро утворилося через час, що значно перевищує період напіврозпаду 182Hf, то він би встиг майже повністю перетворитися на 182W, й ізотопний склад вольфраму в силікатній частині Землі та її ядрі був би однаковим, таким же, як і в хондритах.

- Якщо ядро формувалося поки 182Hf ще не розпався, то силікатна оболонка Землі мала б містити деякий надлишок182W (у порівнянні з хондритами), що насправді й спостерігається[11].

Ґрунтуючись на цій моделі поділу металевої та силікатної частини Землі, розрахунки довели, що ядро сформувалася за час менше 30 млн років, з моменту утворення в Сонячній системі перших твердих часток. 
Аналогічні розрахунки можна зробити для металевих метеоритів, які є фрагментами ядер дрібних планетарних тіл. 
У них формування ядра відбувалося значно швидше — за декілька млн років. 
Вік внутрішнього твердого ядра оцінюється в 2-4 млрд років.

### Теорія Сорохтіна— Ушакова
Згідно з моделлю Сорохтіна — Ушакова, процес формування земного ядра розтягнувся приблизно на 1,6 млрд років (від 4 до 2,6 млрд років тому). На думку авторів формування земного ядра відбувалося в два етапи. Спочатку планета була холодною та однорідною. Потім вона прогрілась енергією радіоактивного розпаду до початку плавки металевого заліза, яке стало проникати до центру Землі. При цьому за рахунок гравітаційної диференціації виділялась велика кількість тепла, і процес відділення ядра тільки прискорювався. Цей процес ішов лише до глибини, нижче якої речовина, через надвисокий тиск, ставала настільки в'язкою, що глибше занурюватися залізо вже не могло. У результаті утворився тороїдальний шар розплавленого заліза і його окису. Він розташовувався над легшою речовиною первинної «серцевини» Землі. Пізніше відбулося витискування силікатної речовини з центру Землі на екваторі, що й спричинило асиметрію планети.

### Механізм формування земного ядра
Про механізм утворення ядра відомо дуже мало. Згідно з різними оцінками формування відбувалося при тиску та температурі близькій до тієї, що зараз панує у верхній і середній мантії, а не в планетозималях і астероїдах. Це значить що під час акреції Землі відбувалася її нова гомогенізація.

## Механізм постійного оновлення внутрішнього ядра
Ряд досліджень останніх років показав аномальні властивості земного ядра — було встановлено, що сейсмічні хвилі перетинають східну півкулю ядра швидше, ніж західну. Класичні моделі припускають, що внутрішнє ядро нашої планети — утворення симетричне, однорідне і практично стабільне, яке повільно зростає за рахунок застигання речовини зовнішнього ядра. Проте внутрішнє ядро досить динамічна структура.
Група дослідників з університетів Жозефа Фур'є (фр. Université Joseph Fourier) та Ліона (фр. Université de Lyon) висунула припущення, що внутрішнє ядро Землі постійно кристалізується на заході і плавиться на сході. Геометричний центр внутрішнього ядра зсунуто щодо центру Землі. Частини ядра на заході і сході мають різну температуру, що призводить до одностороннього плавлення та кристалізації. Приводить у рух всю масу внутрішнього ядра, що повільно зсувається з західної півкулі до східної, де руйнуючись тверда речовина поповнює склад рідкої оболонки зі швидкістю 1,5 см/рік. Тобто, повна переплавка триває 100 млн років. Різниця у співвідношенні легких і важких елементів на заході і сході ядра закономірно призводить і до різної швидкості сейсмічних хвиль.
Настільки потужні процеси затвердіння і плавлення не можуть не позначитися на конвективних потоках у зовнішньому ядрі. Вони зачіпають планетарну динамо-машину, земне магнітне поле, поведінку мантії і рух материків. Гіпотеза пояснює розбіжність швидкості обертання ядра і решти планети, прискорений зсув магнітних полюсів.